# Дом Куколькина
Дом Куколькина — историческое здание в Опочке, Псковская область. Современный адрес — Коммунальная улица, 6. Объект культурного наследия России федерального значения.

## История
Здание построено в 1840—1850-х годах на центральной городской магистрали, Новоржевской улице (ныне Коммунальная улица), опочецким купцом I гильдии Н. И. Куколькиным. Первоначально было одноэтажным и использовалось под складское помещение (возможно, льна или соли). Во второй половине XIX века был надстроен второй жилой этаж. С 1918 по 1941 год на первом этаже размещалась Опочецкая типография, а второй этаж занимал профсовет, там проводились съезды, совещания. В типографии издавалась газета «На страже границы». В 1962 году в здании разместилась опочецкая детская музыкальная школа, в 1997 году преобразованная в детскую школу искусств.

## Описание
Здание расположено в значительной глубине от красной линии улицы и обращено к нему торцовым фасадом, что объясняется первоначальным, утилитарным использованием дома, а точнее его первого и единственного этажа под склад. 
Дом Куколькина представляет собой двухэтажное кирпичное прямоугольное довольно узкое по своим габаритам здание, центр главного фасада которого отмечен ризалитом. Массивные стены первого этажа здания толщиной 1,4 м несут высокие цилиндрические своды. Стены второго этажа значительно тоньше — 0,75 м. Строительный материал стен — кирпич 24,8 х 6,5 х 13,5 см. Лицевая кладка цепная. Второй этаж перекрыт плоским потолком. Двухскатная крыша на стропилах. Состав помещений в планах этажей следующий: первый этаж — трёхчастная система с первоначальным отдельным входом в каждое из трёх помещений, среднее из которых в результате надстройки этажа в центральной части разгорожено двумя поперечными стенами, заключающими лестничную клетку во 2 этаж. Второй этаж разделён 3 кирпичными поперечными стенами, а также многими поздними деревянными перегородками на классы и коридоры, что значительно затрудняет восприятие первоначальной планировки и определение функционального назначения этажа. Основные габариты здания: 34,9 х 8,9 м.
Первый этаж дома, первоначально используемый под складское помещение, оконных проемов не имел, за исключением возможности существования проемов в торцах дома. Ныне существующие оконные проемы в 1 этаже пробиты после 1918 года, что связано с использованием первого этажа под типографию. Со стороны главного фасада первоначально в 1 этаж дома вели трое ворот шириной 2 м с распалубками в интерьере (по одним воротам на каждое из трёх помещений). После 1918 года двое крайних ворот были заложены, а центральные, обстроенные ризалитом, утратили свое функциональное назначение раньше при надстройке второго жилого этажа. Пристроенный ризалит заключал в себе главный вход в дом на первый этаж и светёлку во втором. Лестничный вход был устроен деревянным, в интерьере дома, где он существует и поныне.
Строгий невысокого рельеф кирпичный декор фасадов подчеркивает монументальность форм здания. Расположение декора тектонически отражает внутреннюю структуру дома. Это междуэтажная и подоконная тяга, классически венчающий карниз, плоские филенчатые лопатки, обрамления оконных проёмов с архивольтами над стрельчатыми завершениями. Наиболее сложно оформлен ризалит. Низший ярус его, прорезанный широкою лучковою аркой, рустован. В оформлении верхнего использован упрощенный ордер типа тосканского: фасад фланкируют спаренные пилястры, поставленные на филенчатые постаменты и поддерживающие расположенные над ними части разорванного антаблемента. Последний завершён классическим полуфронтоном. Поле стены между пилястрами заполняют 2 стрельчатых окна, объединённые общим для них стрельчатым же наличником, в который, кроме окон, вписана круглая филёнка. От первоначального декора одноэтажного склада, возможно, сохранился его венчающий карниз (ныне междуэтажная тяга) и рустовка фасада вокруг центрального входа, большая часть которой сокрыта пристроенным ризалитом. Первоначально фасады здания оштукатурены не были. Оштукатуривание произведено в 1968—1970 годах.
Здание интересно своим неординарным решением, своей монументальностью кирпичного стиля, декором, совмещающим элементы готической архитектуры и свойственные Опочке черты позднего ампира. Образец купеческого подхода к строительству своего дома.